# Kojełga (rzeka)
Kojełga – rzeka w Rosji, wypływająca z jeziora Czebarkul obwodzie czelabińskim położonego w pobliżu zachodnich zboczy południowego Uralu. Jest dopływem rzeki Uwielka, która kierując się na południowy wschód i południe w stronę granicy z Kazachstanem wpada do rzeki Uj (ta natomiast poprzez rzeki Toboł i Irtysz łączy się z rzeką Ob). Początkowo, zaraz za jeziorem Czebarkul rzeka Kojełga kieruje się na wschód, później skręca na południowy wschód, a przed samym ujściem do Uwielki płynie już całkiem w kierunku południowym.
Kojełga ma długość 60 km, powierzchnia jej dorzecza wynosi 1040 km². Lustro wody jeziora, z którego wypływa, położone jest na wysokości ok. 320 m n.p.m., natomiast u swego ujścia w okolicy wsi Kojełga (współrzędne: 54°39,0′N 60°54,0′E/54,650000 60,900000) poziom rzeki znajduje się na wysokości ok. 226 m n.p.m. Dopływami Kojełgi są: potok Gołowanowskij (prawy) oraz lewe: Kambułat i Kurtamak.